# Гостицин
Гостицин (пол. Gostycyn, нім. Liebenau) — село в Польщі, у гміні Гостицин Тухольського повіту Куявсько-Поморського воєводства.
Населення — 2441 особа (2011).
У 1975-1998 роках село належало до Бидгощського воєводства.

## Демографія
Демографічна структура станом на 31 березня 2011 року:
|          | Загалом | Допрацездатний вік | Працездатний вік | Постпрацездатний вік |
| -------- | ------- | ------------------ | ---------------- | -------------------- |
| Чоловіки | 1217    | 255                | 861              | 101                  |
| Жінки    | 1224    | 262                | 752              | 210                  |
| Разом    | 2441    | 517                | 1613             | 311                  |